# Tadeusz Piotrowski (grafik)

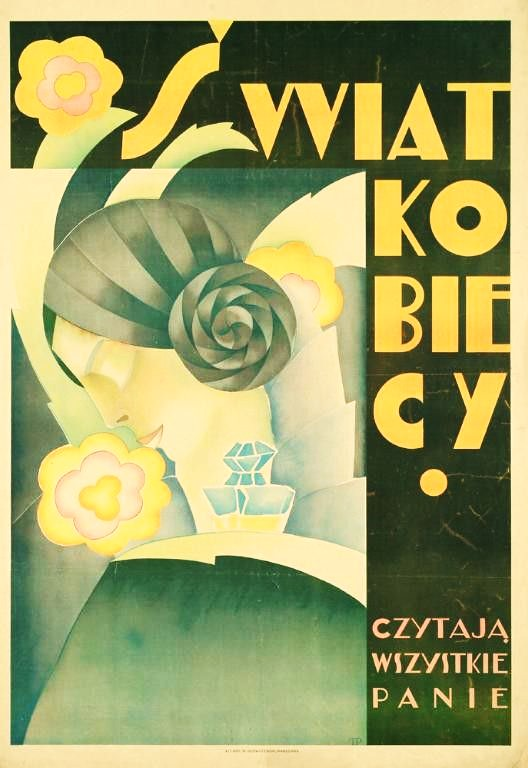
Plakat Świat Kobiecy, proj. Tadeusz Piotrowski

Tadeusz Piotrowski (ur. 7 kwietnia 1906 w Warszawie, zm. 23 czerwca 1976 w Londynie) – polski malarz, grafik i ilustrator.

## Życiorys
Studiował w warszawskiej Szkole Sztuk Pięknych, a następnie kształcił się w Berlinie. Przez krótki czas służył w Legii Cudzoziemskiej.
Należał do Koła Artystów Grafików Reklamowych. Od 1937 był jego sekretarzem.  Zajmował się przede wszystkim grafiką – głównie użytkową, ale także warsztatową. Był jednym z grona artystów, którzy zdobili wnętrza polskich transatlantyków. Wykonał panele dekoracyjne dla MS „Chrobry”. W 1937 w Paryżu otrzymał Złoty Medal za plakat dla Muzeum Polskiego w Rapperswilu. Później stworzył dwanaście ozdobnych panneaux dla Pawilonu Polskiego otwartego na Wystawie Światowej w Nowym Jorku w 1939. Otrzymał za nie pierwszą nagrodę.
Wkrótce po powrocie do kraju doświadczył we wrześniu 1939 skutków napaści ZSRR na Polskę. Na krótko trafił do sowieckiego więzienia. Po odzyskaniu wolności przedostał się na Zachód i wstąpił do Samodzielnej Brygady Strzelców Karpackich.
Po zakończeniu II wojny światowej pozostał za granicą. Na emigracji współpracował ze Stanisławem Gliwą i Oficyną Poetów i Malarzy prowadzoną przez Krystynę i Czesława Bednarczyków.

## Wybrana twórczość

### Plakaty
- „Świat Kobiecy” czytają wszystkie panie, 1932

### Opracowania graficzne książek i czasopism
- Na Jamboree (okładka), aut. Janina Osińska,  wyd. Gebethner i Wolff, 1934
- Sowieckie państwo pracy, aut. Janina Miedzińska, wyd. Instytut Wydawniczy „Biblioteka Polska”, 1935
- Nocny lot (okładka), aut. Antoine de Saint-Exupéry, wyd. II, Gebethner i Wolff, 1935
- Bohaterowie wielkiej przygody, aut. T. C. Bridges i H. H. Tiltman, wyd. Gebethner i Wolff, 1939
- Hellada na przełomie (okładka), aut. Stanisław Łoś, wyd. II, Gebethner i Wolff, 1939
- „Ku Wolnej Polsce” – Tygodnik Wojska Polskiego na Środkowym Wschodzie (okładka),  nr 8 (385), 1 marca 1942
- Wiersze, aut. Stefan Flukowski, wyd. Oficyna Poetów i Malarzy, 1956

### Zeszyty nutowe
- Zabawka (okładka) – piosenka z filmu, wyd. Gebethner i Wolff, 1934

### Druki akcydensowe
- Pologne (okładka), 1937 – folder turystyczny, wyd. Liga Popierania Turystyki